# 피터 말로니
피터 멀로니(Peter Maloney, 1944년 11월 23일 ~ )는 미국의 배우이다. 시카고에서 태어났다.

## 영화
- 클래스 랭크 (2017년)
- 브라이티스트 스타 (2013년) - 이반 역
- 애니씽 벗 러브 (2002년)
- 법과 질서 - 뉴욕 특수수사대 (2001년)
- 케이 팩스 (2001년)
- 레퀴엠 (2000년)
- 보일러 룸 (2000년)
- 썸머 오브 샘 (1999년)
- 워싱턴 스퀘어 (1997년)
- 시너 (1996년)
- 크루서블 (1996년)
- 제프리 (1995년)
- 웨스트 포인트의 차별 (1994년)
- JFK (1991년)
- 법과 질서 (1990년)
- 튠 인 투모로우 (1990년)
- 앵커우먼의 실종 (1989년)
- 맨헌터 (1986년)
- 마돈나의 수잔을 찾아서 (1985년)
- 괴물 (1982년) - 베닝즈 역
- 에덴의 동쪽 (1981년)
- 나잇-플라워스 (1979년)
- 리틀 로맨스 (1979년)
- 아미티빌의 저주 (1979년)
- 알 카포네 (1975년)
- 안녕 엄마 (1970년)
- 그리팅 (1968년)